# Rozdroże pod Krywaniem
Rozdroże pod Krywaniem lub Rozdroże w Krywańskim Żlebie (słow. Rázcestie w Krivanskom žľabe) – rozdroże szlaków turystycznych w Wielkim Żlebie Krywańskim na południowych stokach Krywania w słowackich Tatrach Wysokich. Położone jest na wysokości 2120 m n.p.m. Przy dosłownym tłumaczeniu słowackiej nazwy powinno się nazywać Rozdroże w Krywańskim Żlebie, jednak bardziej przyjęło się w Polsce określenie Rozdroże pod Krywaniem.

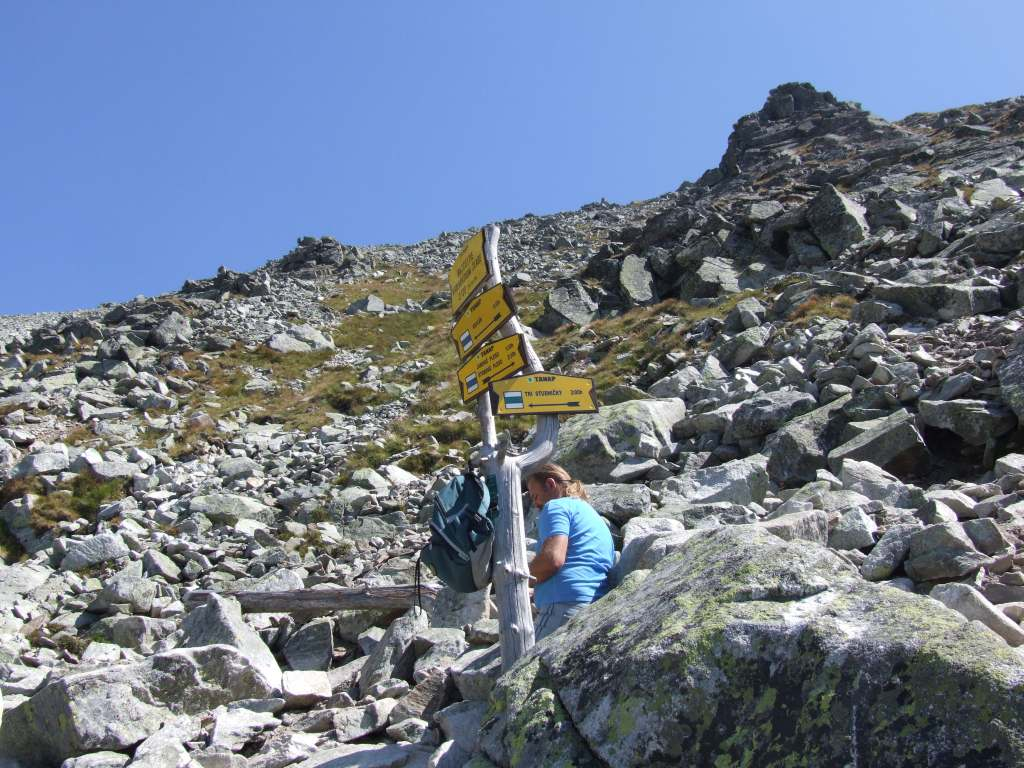
Rozdroże pod Krywaniem

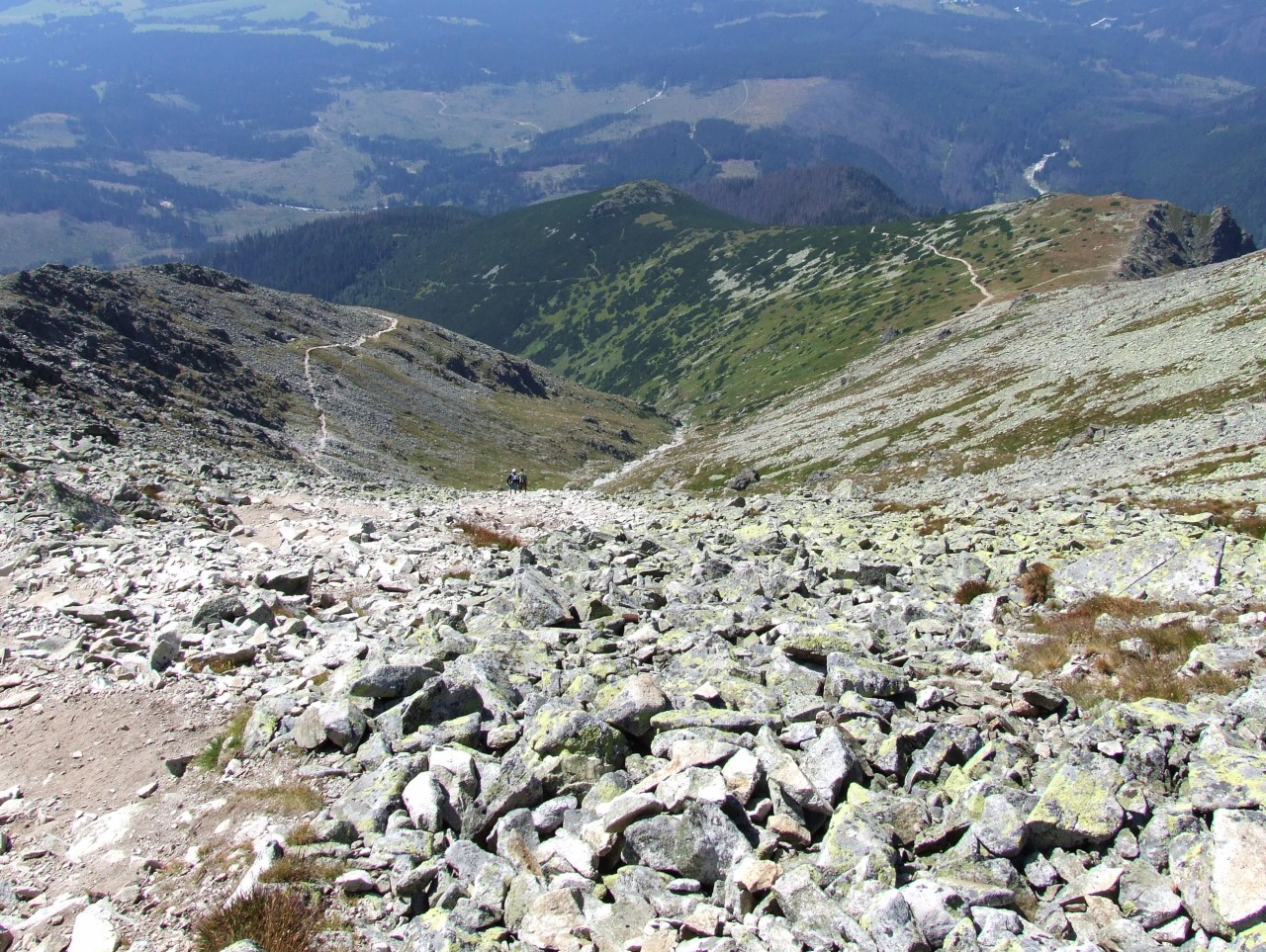
Dwa szlaki prowadzące do Rozdroża pod Krywaniem

Rozdroże znajduje się na orograficznie lewych stokach tego żlebu, tuż nad jego korytem. Łączą się tutaj 2 szlaki: zielony i niebieski. W górę, na szczyt Krywania prowadzi już tylko jedna ścieżka.

## Szlaki turystyczne
– niebieski szlak od przystanku autobusowego Biały Wag przy Tatrzańskiej Drodze Młodości, przez Rozdroże przy Jamskim Stawie i Pawłowy Grzbiet do Rozdroża pod Krywaniem. Czas przejścia 4:10 h, ↓ 3:05 h
    – od Trzech Źródeł przez Gronik do Rozdroża pod Krywaniem. Czas przejścia 4 h, ↓ 3:05 h
  – od Rozdroża pod Krywaniem przez Mały Krywań i Krywańską Przełączkę na Krywań. Czas przejścia 55 min, ↓ 40 min.